# Commotio labyrinthi
Bei Commotio labyrinthi (von lateinisch commotio: starke Bewegung, heftige Erschütterung) handelt es sich um eine Innenohrschädigung (primär des Labyrinths) infolge eines stumpfen Schädeltraumas.

## Ursache
Durch Weiterleitung der Aufprallenergie kommt es zu einer Druckwelle im Innenohrsystem, die sich schädigend auf die empfindlichen Strukturen auswirkt. Auch werden Haarrisse und Einblutungen in das Labyrinth und/oder die Hörschnecke vermutet.

## Symptome
Je nach Schädigungsort machen sich eher Schwindel (Schädigung des Labyrinths) und/oder eine Innenohrschwerhörigkeit und Tinnitus (Schädigung der Hörschnecke) bemerkbar. Ist nur die Hörschnecke (Cochlea) betroffen, spricht man eher von einer Commotio cochleae. Die Commotio labyrinthi kann mit allgemeinen Symptomen einer Gehirnerschütterung einhergehen.

## Diagnostik
- Audiometrie
- Vestibularisprüfungen

Differentialdiagnostisch sollte eine Perilymphfistel ausgeschlossen werden, die ebenso für posttraumatischen Schwindel ursächlich sein kann.

## Therapie
Hochdosiscortisongabe, sonst wie bei Hörsturz

## Prognose
Die Prognose ist abhängig vom Grad der Schädigung. In den meisten Fällen kommt es zu einer Besserung der Symptome, insbesondere nach ausgeprägten Schädigungen ist eine inkomplette Restitution oder sekundäre Verschlechterung denkbar.